# Pigen fra Palls
|  | Denne artikel er oprettet af botten PalnaBot ud fra en ekstern database. Den kan derfor have sproglige fejl eller mangler. Denne skabelon kan fjernes efter kontrol af indholdet. |

Pigen fra Palls er en film fra 1917 instrueret af Eduard Schnedler-Sørensen efter manuskript af Eduard Schnedler-Sørensen.